# لويد بورن
لويد بورن (بالإنجليزية: Lloyd Bourne)‏ هو لاعب كرة مضرب أمريكي، ولد في 18 أكتوبر 1958 في لوس أنجلوس في الولايات المتحدة.

## وصلات خارجية
- لويد بورن على موقع رابطة محترفي التنس (الإنجليزية)
- لويد بورن على موقع الاتحاد الدولي لكرة المضرب (الإنجليزية)
- لويد بورن على موقع خلاصة التنس.كوم (الإنجليزية)